# Frontlinjestaterne
Frontlinjestatene var en organisation etableret for at opnå sort majoritetsstyre i Sydafrika. Den eksisterer ikke længere. Tidligere medlemmer inkluderede Angola, Botswana, Lesotho, Mozambique, Tanzania, Zambia og Zimbabwe. Amerikanske relationer med frontlinjestaterne nåede sine højde under menneskerets-presset i Carter-årene. Reagans viceudenrigsminister for Afrika, Chester Crocker, mødte frontlinjestaterne for at opnå fredsaftaler mellem Sydafrika, Mozambique, Angola og Namibia.
| Historie | Spire Denne historieartikel er en spire som bør udbygges. Du er velkommen til at hjælpe Wikipedia ved at udvide den. |